# 巴爾敦
巴爾敦爵士，GBE，KCVO，CMG（Sir Sidney Barton，1876年11月26日—1946年1月20日）英國外交官，1895年來到中國。1910年獲中殿律師學院認許為大律師。1911任英國駐華公使館署理漢文參議。1922年任駐上海總領事。1929任駐阿比西尼亞（今埃塞俄比亞）公使。1936年5月，當意大利軍佔領阿比西尼亞首都亞的斯亞貝巴後回到英國。1937年5月退休。 